# Кансай Киин
Кансай Киин (яп. 関西棋院) — японская профессиональная федерация игры го. Вторая по возрасту и по численности го-федерация Японии.
Основана в 1950 году игроком 8-го дана Хасимото Утаро, представляет собой объявившее о самостоятельности отделение Нихон Киин в Осаке («Кансай Киин» буквально означает «Юго-западная ассоциация го»). Поводом для разделения послужили разногласия в отношении порядка розыгрыша титула Хонъимбо.
В настоящее время Кансай Киин насчитывает порядка 100 профессиональных игроков. Как и Нихон Киин, она проводит соревнования, присваивает профессиональные ранги (даны).